# Hutteriti
Hutteriti è la denominazione assunta dagli anabattisti in Moravia. Il nome deriva da Jakob Hutter, un predicatore itinerante nato in Tirolo (precisamente a Moos, una frazione di San Lorenzo di Sebato) e arso vivo a Innsbruck nel gennaio del 1536.
Le comuni hutterite si organizzano in fattorie, in cui solitamente abitano non più di 300 individui. Il sistema di produzione mira alla completa autosufficienza: si coltiva la terra, si allevano animali e si produce ogni tipo di prodotto artigianale necessario.
Come alcune comunità anabattiste, anche quelle hutterite si basano sul principio della comunanza dei beni. Diversamente da quanto avvenuto a Münster, storicamente il comunismo di produzione e di consumo non è però stato imposto, ma adottato su basi volontarie da tutti i membri. Volontaria è anche la partecipazione alle comunità: chiunque può entrarne o uscirne a suo piacimento.
Tra il 1921 e il 1930 una comunità utterita insediata nel centro-nord degli Usa segnò il record di fecondità maggiore registrato nella storia contemporanea, con una media di 9 figli per donna.

## Storia

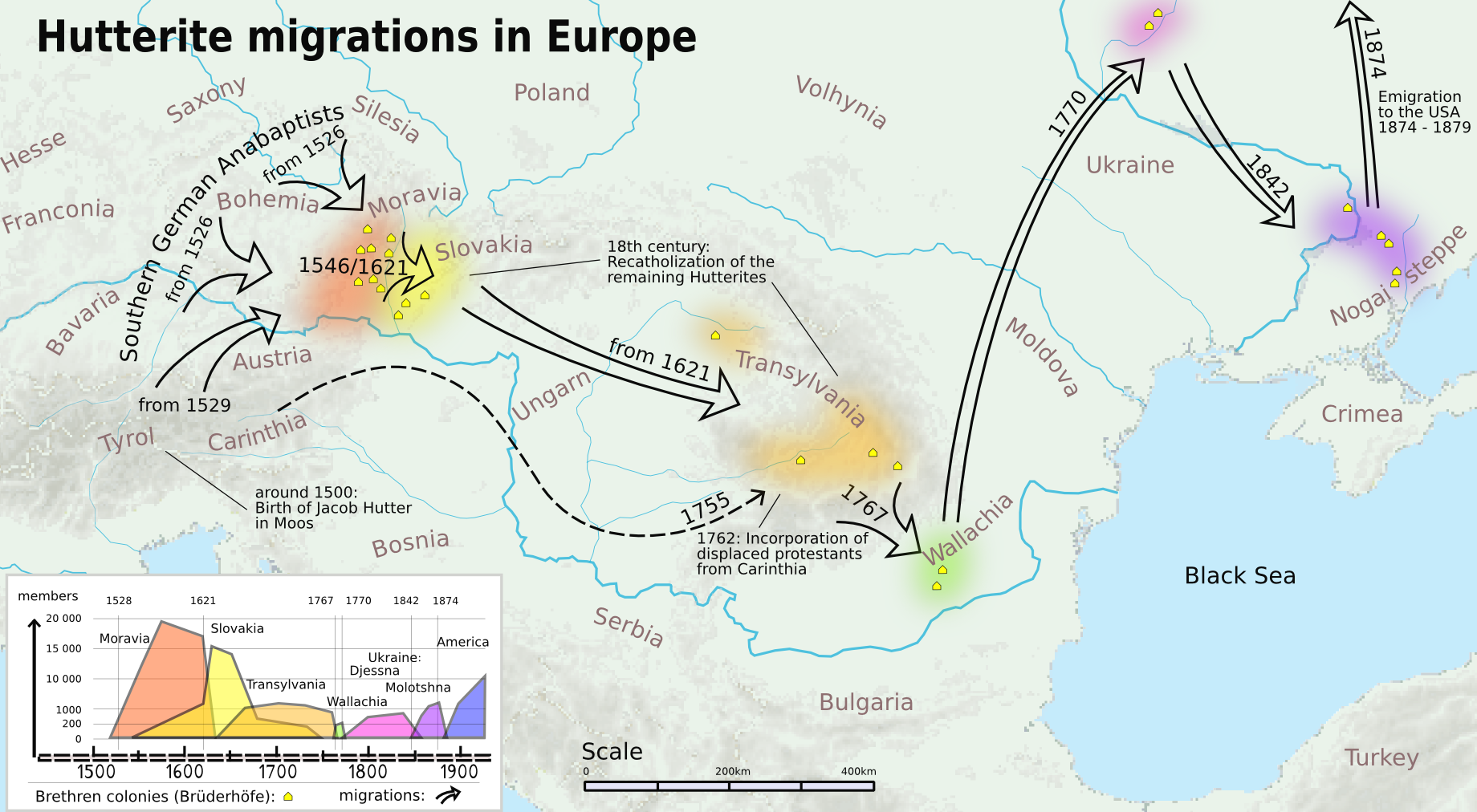
Le tappe della migrazione degli Hutteriti in Europa prima che si trasferissero in Nord America

Successivamente alla repressione cattolica scatenata dalla guerra dei contadini tedeschi del 1525, gli anabattisti tirolesi cominciarono a valutare la possibilità di trasferirsi in Moravia, dove l'atteggiamento nei loro confronti era di relativa tolleranza, grazie soprattutto alla nobile famiglia dei Liechtenstein, convertita e ribattezzata dal predicatore Balthasar Hubmaier. In quel periodo molti aderenti a questa versione del cristianesimo si trasferirono ad Austerlitz, sotto la protezione del signore locale Ulrich von Kaunitz.
All'interno della comunità di Austerlitz si vennero però a sviluppare degli attriti tra il capo Jakob Wideman, detto Jakob il guercio, e il teologo Wilhelm Reublin, che portò il gruppo dissidente che faceva capo al predicatore ad abbandonare la città e a rifugiarsi ad Auspitz, dove esisteva un'altra comunità di anabattisti.
Rimasta senza teologo, la comunità di Austerlitz fece chiamare dal Tirolo Jakob Hutter, che ivi giunse nel 1531. Negli anni 1533 e 1534 egli organizzò l'esodo degli ultimi anabattisti rimasti in Tirolo, e la comunità in Moravia arrivò così a contare 4000 membri.
L'emigrazione del 1534 attirò tuttavia l'attenzione di Ferdinando d'Asburgo, profondamente avverso all'eresia anabattista, che obbligò i nobili moravi ad espellere gli hutteriti nel 1535. In seguito all'ordine di espulsione i fratelli hutteriti si frantumarono in tante piccole comunità: alcune trovarono rifugio in zone isolate della Moravia, mentre altre si spostarono in Slovacchia, dove sono noti con il nome di habani.
Dopo la morte di Ferdinando d'Asburgo nel 1564, gli hutteriti ricominciarono a godere di una relativa libertà: poterono così dedicarsi alla costituzione di centinaia di Bruderhof, fattorie comunitarie. Questa comunità cristiana arrivò a contare oltre 20.000 adepti. Nel 1621, circa 200 famiglie si trasferirono in Transilvania su invito del principe Gabriele Bethlen, mentre i fratelli rimasti in Moravia furono quasi completamente sterminati nel corso della Guerra dei trent'anni (1618-1648).
Gli hutteriti transilvani si spostarono poi in Valacchia, Ucraina e ad Odessa, da dove, nel 1874, a causa dell'introduzione della coscrizione militare obbligatoria, decisero di recarsi negli Stati Uniti e in Canada.

## XXI secolo
In America del Nord vivono circa 36 000 hutteriti, divisi in tre grandi gruppi:
- Schmiedeleut, presenti in Canada, Minnesota, Dakota del Nord e Dakota del Sud
- Dariusleut, presenti in Canada, Washington e Montana
- Lehrerleut, anch'essi presenti in Canada, Washington e Montana

## Filmografia
- Marito a sorpresa, film diretto da Leonard Nimoy nel 1994, con Joseph Gordon-Levitt.